# 瑞江駅
瑞江駅（みずええき）は、東京都江戸川区瑞江二丁目にある、東京都交通局（都営地下鉄）新宿線の駅である。駅番号はS 19。

## 歴史
建設時の仮称は「西瑞江」であった。
- 1986年（昭和61年）9月14日：船堀 - 篠崎間延伸に伴い開業[1]。
- 1997年（平成9年）12月24日：本八幡方面の通過線の使用を開始[2]。
- 2007年（平成19年）3月18日：ICカード「PASMO」の利用が可能となる[3]。

## 駅構造
島式ホーム1面2線の地下駅。両外側に通過線（本線）がそれぞれ1本ずつあり、急行の通過待ちに対応している（2024年3月16日以降、定期ダイヤでの通過待ちはない）。また、通過線とホームのある待避線（副本線）との間には壁があり、ホームからは容易に通過列車を見ることができない。
1997年の急行運転開始前までは本八幡方面の通過線は設置されておらず、急行運転開始に伴い分岐器および軌道の敷設を行った。
新宿方面からの大島以遠最終列車は当駅止まりとなっている。
駅は東京交通会館所有の駅ビル「交通会館瑞江ビル」の下に位置する。

### のりば
| 番線 | 路線       | 行先              |
| ---- | ---------- | ----------------- |
| 1    | 都営新宿線 | 新宿・ 京王線方面 |
| 2    | 都営新宿線 | 本八幡方面        |

（出典：都営地下鉄:駅構内図）

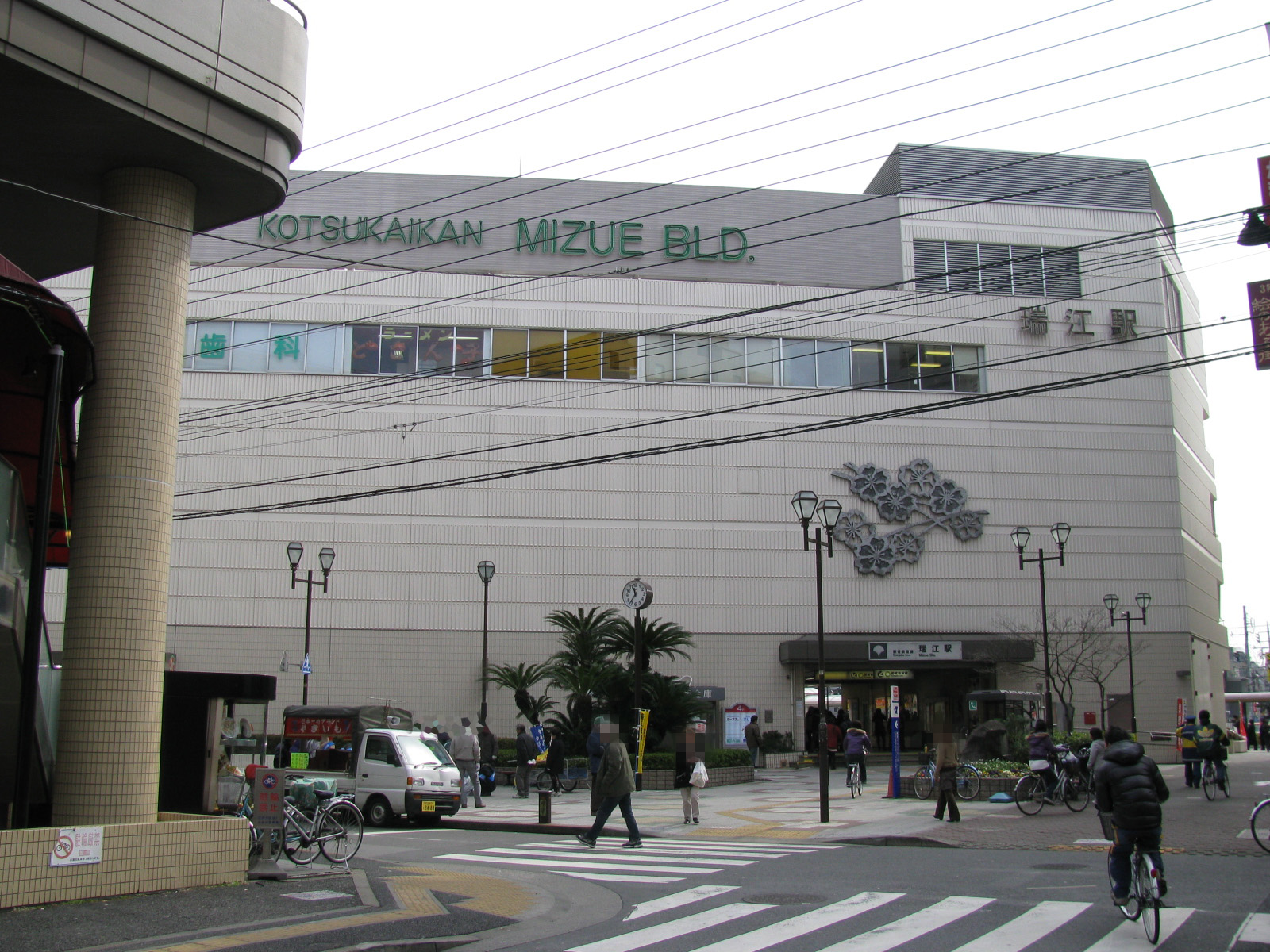
北口（2008年2月）
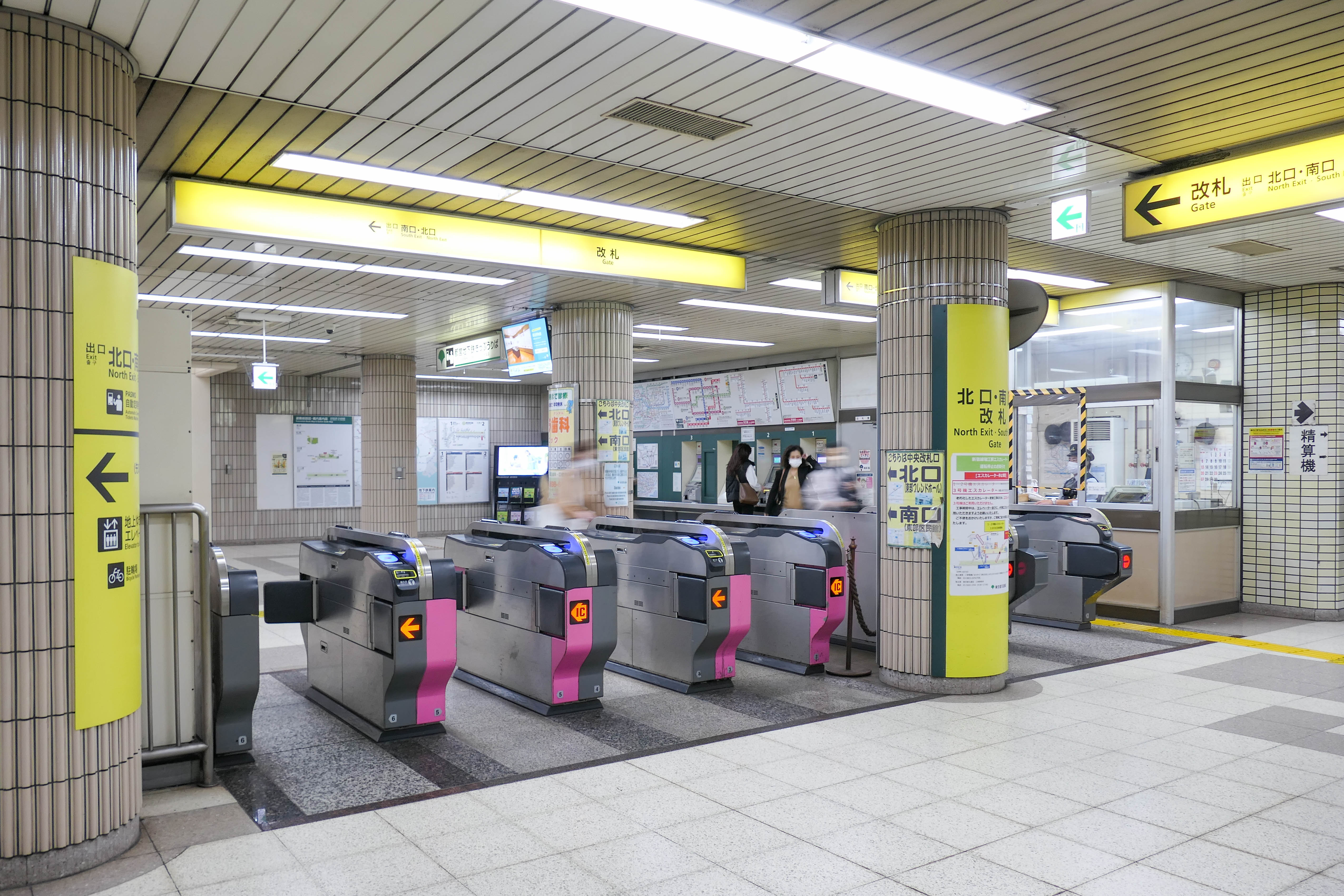
改札口（2022年11月）
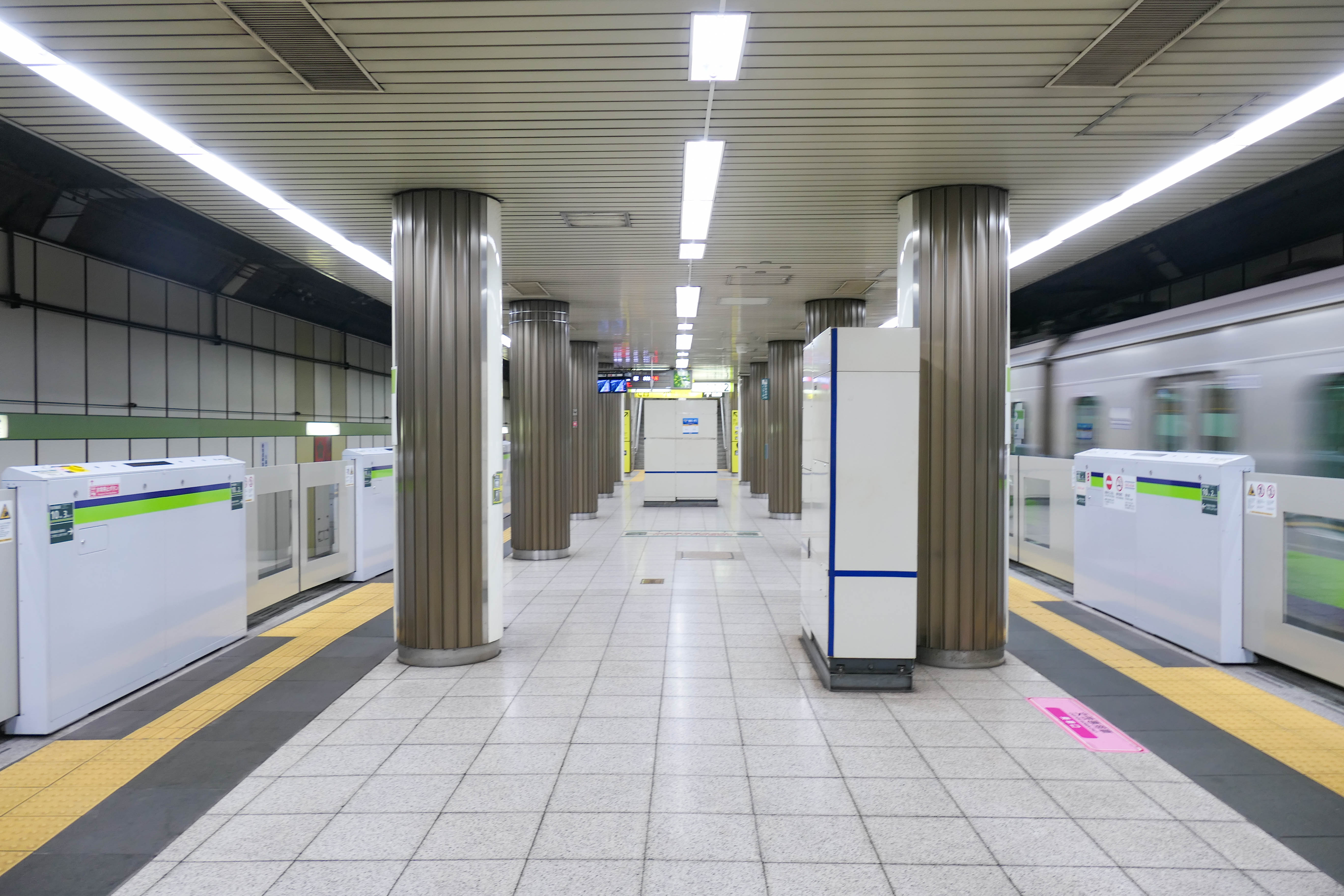
ホーム（2022年11月）

## 利用状況
2023年（令和5年）度の1日平均乗降人員は52,849人（乗車人員：26,435人、降車人員：26,414人）である。
各年度の1日平均乗降・乗車人員数は下表の通り。
| 年度               | 1日平均 乗降人員 | 1日平均 乗車人員 | 出典       |
| ------------------ | ---------------- | ---------------- | ---------- |
| 1986年（昭和61年） |                  | 7,246            | [ * 1 ]    |
| 1987年（昭和62年） |                  | 9,036            | [ * 2 ]    |
| 1988年（昭和63年） |                  | 10,836           | [ * 3 ]    |
| 1989年（平成元年） |                  | 13,570           | [ * 4 ]    |
| 1990年（平成02年） |                  | 15,016           | [ * 5 ]    |
| 1991年（平成03年） |                  | 16,178           | [ * 6 ]    |
| 1992年（平成04年） |                  | 17,192           | [ * 7 ]    |
| 1993年（平成05年） |                  | 18,016           | [ * 8 ]    |
| 1994年（平成06年） |                  | 18,545           | [ * 9 ]    |
| 1995年（平成07年） |                  | 18,926           | [ * 10 ]   |
| 1996年（平成08年） |                  | 19,008           | [ * 11 ]   |
| 1997年（平成09年） |                  | 18,973           | [ * 12 ]   |
| 1998年（平成10年） |                  | 18,995           | [ * 13 ]   |
| 1999年（平成11年） |                  | 19,246           | [ * 14 ]   |
| 2000年（平成12年） |                  | 19,532           | [ * 15 ]   |
| 2001年（平成13年） |                  | 20,003           | [ * 16 ]   |
| 2002年（平成14年） |                  | 20,463           | [ * 17 ]   |
| 2003年（平成15年） | 40,921           | 20,781           | [ * 18 ]   |
| 2004年（平成16年） | 41,411           | 21,030           | [ * 19 ]   |
| 2005年（平成17年） | 42,095           | 21,405           | [ * 20 ]   |
| 2006年（平成18年） | 43,575           | 22,085           | [ * 21 ]   |
| 2007年（平成19年） | 46,447           | 23,510           | [ * 22 ]   |
| 2008年（平成20年） | 47,203           | 23,860           | [ * 23 ]   |
| 2009年（平成21年） | 47,189           | 23,827           | [ * 24 ]   |
| 2010年（平成22年） | 48,297           | 24,373           | [ * 25 ]   |
| 2011年（平成23年） | 48,435           | 24,468           | [ * 26 ]   |
| 2012年（平成24年） | 49,625           | 24,975           | [ * 27 ]   |
| 2013年（平成25年） | 51,492           | 25,894           | [ * 28 ]   |
| 2014年（平成26年） | 52,173           | 26,197           | [ * 29 ]   |
| 2015年（平成27年） | 54,764           | 27,224           | [ * 30 ]   |
| 2016年（平成28年） | 55,591           | 27,860           | [ * 31 ]   |
| 2017年（平成29年） | 56,546           | 28,314           | [ * 32 ]   |
| 2018年（平成30年） | 57,142           | 28,602           | [ * 33 ]   |
| 2019年（令和元年） | 57,071           | 28,547           | [ * 34 ]   |
| 2020年（令和02年） | 44,803           | 22,426           | [ 都交 2 ] |
| 2021年（令和03年） | 46,834           | 23,446           | [ 都交 3 ] |
| 2022年（令和04年） | 49,991           | 25,024           | [ 都交 4 ] |
| 2023年（令和05年） | 52,849           | 26,435           | [ 都交 1 ] |

## 駅周辺
- 東部フレンドホール
- 東部区民館・江戸川区東部事務所
- ラパーク瑞江
  - サミット瑞江店
  - ドン・キホーテラパーク瑞江店
  - セリアラパーク瑞江店
- 瑞江駅前郵便局
- 江戸川区立瑞江第二中学校
- 江戸川区立瑞江第三中学校
- オリンピック瑞江店
- いなげや江戸川春江店
- ティップネス瑞江店

## バス路線
最寄停留所は、駅南口前の交通広場にある瑞江駅である。以下の路線が乗り入れており、すべて京成バスにより運行されている。
1番のりば
- 小73：小岩消防署・南小岩二丁目・小岩郵便局経由 小岩駅行き

2番のりば
- 小72・小73・小76・無番：東部区民館入口経由 江戸川スポーツランド行き
- 小72：東部区民館入口・ポニーランド・篠崎駅・江戸川病院経由 小岩駅行き
- 新小71：東部区民館入口・ポニーランド・篠崎駅・鹿骨・鹿本橋・本一色経由 新小岩駅行き

3番のりば
- 小76：名主屋敷・鹿骨区民館・二枚橋経由 小岩駅行き
- 小73・小76・無番：江戸川清掃工場行き

## 隣の駅
東京都交通局
 都営新宿線
■急行
通過
■各駅停車
一之江駅 (S 18) - 瑞江駅 (S 19) - 篠崎駅 (S 20)